# Coxina cinctipalpis
Coxina cinctipalpis är en fjärilsart som beskrevs av Smith. Coxina cinctipalpis ingår i släktet Coxina och familjen nattflyn. Inga underarter finns listade i Catalogue of Life.